# Den Danske Ordbog
Den Danske Ordbog er en ordbog over det danske sprog fra ca. 1950 til 2005. Det er en efterfølger til Ordbog over det danske Sprog (1919-56). Den Danske Ordbog blev udgivet af Det Danske Sprog- og Litteraturselskab fra november 2003 til november 2005 i en fysisk udgave på seks bind, samt elektronisk på ordnet.dk. Den elektroniske udgave af ordbogen er blevet opdateret løbende siden udgivelsen.

## Historie
I slutningen af 1980'erne opstod der politisk interesse for en skabe en opdateret, større dansk ordbog. I 1989 modtog planen for Den Danske Ordbog økonomisk støtte til at kunne gå i gang. Udarbejdelsen af ordbogen blev finansieret af Kulturministeriet og Carlsbergfondet. Det praktiske arbejde gik i gang i 1991 og skulle oprindeligt kun tage 7 år, men fortsatte frem til 2002. Ordbogen udkom i seks fysiske bind i perioden 2003 til 2005. I november 2009 blev en digital version tilgængelig på internettet via ordnet.dk. Udarbejdelsen af en netudgave begyndte i 2004 og var også finansieret af Carlsbergfondet sammen med Kulturministeriet.
I 2013 blev DDO-appen lanceret. Den vandt i kategorien "Nyheder & Reference" ved Danish App Awards 2013. Appen, der kræver internetadgang, er gratis at bruge. Den udvikles både til Google Android og Apple IOS.

## Principper
Den Danske Ordbog er baseret på sprogvidenskabelige principper og fokuserer på almindeligt dansk skrift og talesprog og i et mere begrænset omfang også fagsprog. Det elektroniske tekstkorpus indeholder ca. 40 millioner ord. De tekster, der indgik i korpusset, stammer fra vidt forskellige kilder og inkluderer private breve, tekster fra Folketinget og Københavns Borgerrepræsentation, aviser skønlitterære tekster fra forskellige forlag samt talesprog fra radio, TV og forskningsprojekter. På dette punkt adskiller Den Danske Ordbog sig markant fra tidligere ordbøger.